# Кана (Козенца)
Кана је насеље у Италији у округу Козенца, региону Калабрија.
Према процени из 2011. у насељу је живело 771 становника. Насеље се налази на надморској висини од 403 м.

## Становништво
| 1951. | 1961. | 1971. | 1981. | 1991. | 2001. | 2011. |
| ----- | ----- | ----- | ----- | ----- | ----- | ----- |
| 1.695 | 1.508 | 1.482 | 1.258 | 1.053 | 869   | 785   |